# Parlamentswahl in Indien 1992 (Punjab)
Die Wahl zur Lok Sabha 1992 im Punjab fand am 15. Februar 1992 statt, etwa 8 Monate, nachdem im übrigen Indien gewählt worden war. Am gleichen Tag wurde auch die Wahl zum Parlament des Punjab abgehalten. Die Wahlen wurden von der großen Mehrheit der Sikh-Bevölkerung boykottiert und von der Kongresspartei gewonnen.

## Hintergrund
| Jahr | Hindus | Sikhs | Gesamt |
| ---- | ------ | ----- | ------ |
| 1981 | 10     | 3     | 13     |
| 1982 | 8      | 5     | 13     |
| 1983 | 35     | 40    | 75     |
| 1984 | 237    | 122   | 359    |
| 1985 | 45     | 17    | 63     |
| 1986 | 324    | 193   | 520    |
| 1987 | 425    | 478   | 910    |
| 1988 | 858    | 1044  | 1949   |
| 1989 | 442    | 734   | 1188   |
| 1990 | 743    | 1694  | 2467   |
| 1991 | 744    | 1874  | 2591   |

Seit Anfang der 1980er Jahre hatten die Auseinandersetzungen im indischen Bundesstaat Punjab zwischen radikalen Sikhs und den indischen Sicherheitskräften bzw. staatlichen Einrichtungen ein bis dahin nicht gekanntes Ausmaß der Gewalt erreicht. Hauptleidtragende war dabei die Zivilbevölkerung, sowohl Sikhs als auch Hindus, die von beiden Seiten instrumentalisiert und terrorisiert wurde. Ein erster Höhepunkt der Auseinandersetzungen wurde mit der Erstürmung des Goldenen Tempels in Amritsar, in dem sich militante Sikhs verschanzt hatten, am 3.–8. Juni 1984 durch indische Armeeeinheiten erreicht (Operation Blue Star). Am 31. Oktober 1984 wurde Premierministerin Indira Gandhi, die den Einsatz der Armee zu verantworten hatte, durch zwei ihrer Sikh-Leibwächter in Delhi ermordet. Es folgten mehrere Tage pogromartiger Ausschreitungen gegen Sikhs vor allem in Delhi, denen Tausende zum Opfer fielen. Bei den Parlamentswahlen im Dezember 1984 wurde Rajiv Gandhi zum Premierminister gewählt. Der Punjab hatte aufgrund der Sicherheitslage nicht an der Wahl teilgenommen. Am 24. Juni 1985 wurde zwischen Gandhi und dem gemäßigten Akali Dal-Führer Harchand Singh Longowal das sogenannte Punjab-Abkommen (Punjab accord) abgeschlossen, das den Forderungen der Sikhs entgegenkam. Obwohl Longowal nur zwei Monate später von einem Sikh-Extremisten als „Verräter“ ermordet wurde, kam es zu einer vorübergehenden Beruhigung der Lage und am 25. September 1985 konnten die ausgesetzten Wahlen im Punjab nachgeholt werden.
In der Folgezeit betrieb Rajiv Gandhi jedoch eine so inkonsequente und zögerliche Politik und wesentliche Punkte des Punjab-Abkommens wurden nicht umgesetzt, so dass es wieder zu einer erneuten Radikalisierung der Sikhs kam. Die Sicherheitslage verschlechterte sich wieder so weit, dass die 1985 gewählte Regierung des Punjab unter Chief Minister Surjit Singh Barnala suspendiert und der Bundesstaat am 11. Mai 1987 unter president’s rule gestellt wurde. Da sich die Lage nicht beruhigte, aber andererseits nach der Verfassung eine president’s rule nur für maximal 1 Jahr vorgesehen war, bis Neuwahlen zu erfolgen hatten, musste sogar die indische Verfassung mehrfach geändert werden. Der 59. Verfassungszusatz (amendment) 1988 ermächtigte die Zentralregierung, president’s rule im Punjab für bis zu drei Jahren zu erklären. Auf Betreiben der 1989 neugewählten Regierung V. P. Singh wurde dieser Verfassungszusatz durch den 63. Verfassungszusatz 1989/90 wieder aufgehoben. Bevor die 3-Jahresfrist am 10. Mai 1990 auslief, wurde president’s rule im Punjab mit dem 64. Verfassungszusatz jedoch um weitere 6 Monate verlängert.

### Nach der Parlamentswahl 1991
Im Mai und Juni 1991 wurde in Indien ein neues Parlament gewählt. Der Bundesstaat Punjab nahm ebenso wie der Bundesstaat Jammu und Kashmir aufgrund der Unruhen daran nicht teil. Premierminister Chandra Shekhar hatte ursprünglich ein Abkommen mit der moderateren Fraktion der militanten Sikhs getroffen, nach dem auch im Punjab sowohl Wahlen zur Lok Sabha als auch zum Regionalparlament abgehalten werden sollten. Dieses Abkommen wurde jedoch durch Terroraktionen der radikaleren Sikhs unterlaufen. Kurz vor dem Wahltermin eskalierte die Gewalt im Punjab dramatisch. 24 Wahlkreiskandidaten (drei für die Lok Sabha und 21 für das Regionalparlament) fielen im Punjab Mordanschlägen zum Opfer. Am 15. Juni 1991, eine Woche vor dem für den Punjab angesetzten Wahltermin überfielen Sikh-Terroristen zwei Züge nahe Ludhiana und töteten dabei mindestens 80 Hindus. Kurz vor dem Wahltermin entschloss sich der Wahlleiter (Chief Election Commissioner) nach Rücksprache mit der Führung der Kongresspartei, den Wahltermin im Punjab auf den 25. September 1991 zu verschieben.
Die erneute Verschiebung der angekündigten Wahl hatte weitreichende Folgen. Der Gouverneur des Punjab Om Prakash Malhotra, der sich für die Einhaltung des Wahltermins starkgemacht hatte, trat aus Protest zurück. Sikh-Politiker der verschiedensten Richtungen beschlossen auf einem Treffen in Anandpur im September, künftige Wahlen zu boykottieren, da die Zentralregierung nicht garantieren könne, dass diese „frei und fair“ abliefen. Der neue Premierminister P. V. Narasimha Rao von der Kongresspartei verschob den Wahltermin noch einmal auf den 15. Februar 1992. Die Hoffnung, die mit Neuwahlen zum Parlament des Punjab und in den 13 Lok Sabha-Wahlkreisen des Punjab verbunden wurde, war die, durch die Einsetzung einer gewählten Regierung ähnlich wie im Jahr 1985 wieder zu geordneten Verhältnissen zu kommen.

## Ablauf der Wahl
Die Wahl am 15. Februar 1992 fand unter massiver Präsenz von etwa 250.000 Mann Militär, Paramilitär und Polizei statt. In den 13 Lok Sabha-Wahlkreisen bewarben sich insgesamt 81 Kandidaten. Bei der Wahl 1989 waren es noch 227 gewesen. Für die 117 Wahlkreise des Parlaments des Punjab kandidierten 1084 Personen. Jeder Kandidat bekam 32 Personen Sicherheitspersonal als Eskorte zugeordnet (bei prominenten Politikern 50 Personen und mehr). Unter diesen massiven Sicherheitsvorkehrungen verliefen die Wahlen regelrecht. Bis auf eine Bombenexplosion in Ludiana mit einem Toten und 10 Verletzten gab es keine sonstigen Opfer.
Bei der Wahl in den 13 Lok Sabha-Wahlkreisen stellte die Bharatiya Janata Party (BJP) 9 Kandidaten auf, die beiden Kommunistischen Parteien zusammen 4 (CPI: 1, CPM: 3), die Kongresspartei 13, die Janata Dal 4, die Janata Party 1, die Lok Dal 2 und die Bahujan Samaj Party 12. Von den Akali Dal-Politikern nahmen lediglich die Akali Dal (Kabul)- und Akali Dal (S)-Fraktionen, die bei der Indischen Wahlkommission als Shiromani Akali Dal (Simaranjit Singh Mann) (SAD(M)) registriert wurden, an der Wahl teil und stellten 3 Kandidaten auf.
Die Mehrheit auch der gemäßigten Sikh-Politiker blieb bei ihrer angekündigten Boykott-Haltung. Die BJP sprach sich in ihrem Wahlmanifest entschieden für die Bekämpfung des Terrorismus und gegen die Gefährdung der nationalen Einheit durch Separatismus aus. Sie befürwortete die im Punjab-Abkommen 1985 anvisierte Angliederung der Stadt Chandigarh und Panjabi-sprachiger Gebiete von Haryana an den Punjab. Die Kongresspartei betonte die Werte des Säkularismus und der Demokratie und berief sich auf das Punjab-Abkommen, die kommunistischen Parteien sprachen sich, wie auch bei der Wahl 1991 in einem Rundumschlag gegen „Hindutva-Chauvinisten, Khalistan-Terroristen und Kaschmir-Muslimische Sezessionisten“ aus und kritisierten den Wahlboykott der Akali Dal-Politiker als „unklug und undemokratisch“ und das Agieren der Kongresspartei-Regierung als „ungeschickt und unehrlich“.
Die Wahlbeteiligung war mit knapp 24 % so niedrig wie noch nie zuvor bei einer Wahl im Punjab. Die Analyse nach der Wahl zeigte, dass die Wahlbeteiligung besonders in ländlichen Sikh-Regionen sehr niedrig gewesen war. Mehr als 300 Dörfer hatten keine einzige Stimme abgegeben.
| Wahlberechtigte | Wähler    | Wahlbeteiligung | Ungültige Stimmen | Zahl der Wahllokale |
| --------------- | --------- | --------------- | ----------------- | ------------------- |
| 13.169.797      | 3.155.523 | 23,96 %         | 4,41 %            | 14.667              |

## Ergebnis

Wahlkreisergebnisse im Punjab:

12 der 13 Wahlkreise wurden von den Kandidaten der Kongresspartei gewonnen. Im Wahlkreis 13-Ferozepur war der Kandidat der Bahujan Samaj Party (BSP) erfolgreich. Bedingt durch das Fehlen der Akali Dal stieg die BSP zur zweitstärksten Partei im Punjab auf. Stimmenmäßig drittstärkste Partei wurde die BJP.
| Partei                             | Kürzel                 | Stimmen   | Prozent | Sitze |
| ---------------------------------- | ---------------------- | --------- | ------- | ----- |
| Indischer Nationalkongress         | INC                    | 1.486.289 | 49,27 % | 13    |
| Bahujan Samaj Party                | BSP                    | 594.628   | 19,71 % | 1     |
| Bharatiya Janata Party             | BJP                    | 497.999   | 16,51 % | 0     |
| Communist Party of India (Marxist) | CPM                    | 119.902   | 3,98 %  | 0     |
| Shiromani Akali Dal (Mann)         | SAD(M)                 | 77.970    | 2,79 %  | 0     |
| Communist Party of India           | CPI                    | 47.226    | 1,56 %  | 0     |
| Janata Dal                         | JD                     | 39.220    | 1,30 %  | 0     |
| Janata Party                       | JNP                    | 27.966    | 0,93 %  | 0     |
| Lok Dal                            | LKD                    | 2.839     | 0,09 %  | 0     |
| Alle übrigen                       | –                      | 122.358   | 4,06 %  | 0     |
| Gültige Stimmen gesamt             | Gültige Stimmen gesamt | 3.016.397 | 100,0 % | 13    |

1. 1 2  Unter dem Namen Shiromani Akali Dal (Simaranjit Singh Mann), bzw. Shiromani Akali Dal (Mann) (SAD(M)) traten Kandidaten der gemäßigten SAD-Fraktionen Akali Dal (Kabul) und Akali Dal (S) an.

## Bewertung und Folgen

Rückgang der terroristischen Gewalt im Punjab nach der Wahl 1992

Die Wahl im Punjab konnte aus der Perspektive der Regierung Rao ganz überwiegend als ein Erfolg gesehen werden. Insbesondere war positiv zu bewerten, dass es dank der massiven Präsenz der Sicherheitskräfte fast zu gar keinen Todesfällen gekommen war (bei der landesweiten Parlamentswahl im Vorjahr hatte es immerhin 250 Todesopfer gegeben). Die 12 zusätzlichen Kongresspartei-Abgeordneten kamen der Regierung Rao, die als Minderheitsregierung auf die Unterstützung anderer Parteien angewiesen war, ebenfalls sehr gelegen. Auch die Wahlen zum Parlament des Punjab wurden durch die Kongresspartei gewonnen (mit 86 von 117 Wahlkreisen), die danach die Regierung des Punjab bildete. President’s rule über den Punjab konnte danach aufgehoben werden. Ein großes Fragezeichen bildete die geringe Wahlbeteiligung. Die große Mehrheit der Sikh-Bevölkerung hatte die Wahl boykottiert und es erschien ungewiss, ob die neue Kongresspartei-Regierung in den Augen der Sikhs genügend Legitimation hatte.
Naturgemäß fiel die Bewertung des Wahlergebnisses durch die anderen Parteien – die Wahlverlierer – anders aus. Der BJP-Parteipräsident Murli Manohar Joshi bezeichnete das Wahlergebnis aufgrund der geringen Wahlbeteiligung als „verzerrt und einseitig“, Mufti Mohammad Sayeed (Janata Dal) sprach von einer „manipulierten“ Wahl, ein Akali Dal (M)-Sprecher warf der Regierung Rao „Hindu-fundamentalistische Aspirationen“ vor, Akali Dal (K)-Vertreter meinten dagegen, dass die Militanten für die Niederlage verantwortlich seien. Das Urteil der Kommunisten fiel uneinheitlich aus.
Im weiteren Verlauf zeigte sich, dass die Wahlen tatsächlich einen politischen Neubeginn im Punjab markierten. Die Episode der Gewalttätigkeit kam damit weitgehend zu einem Ende. Der Wahlboykott der Akali Dal-Führer war nicht von langer Dauer. Als der Chief Minister Beant Singh (Kongresspartei) am 31. August 1995 Opfer eines Autobomben-Anschlags von Sikh-Terroristen wurde, befürchteten viele ein Wiederaufflammen der Gewalttätigkeiten. Dies trat aber nicht ein.